# Tapeinosperma psaladense
Tapeinosperma psaladense är en viveväxtart som beskrevs av Carl Christian Mez. Tapeinosperma psaladense ingår i släktet Tapeinosperma och familjen viveväxter. Utöver nominatformen finns också underarten T. p. salignum.